# Вестала Тимчева
Вестала Тимчева е българска писателка от Македония.

## Биография
Родена е в 1900 година в град Велес, тогава в Османската империя. Заминава за Солун, където завършва с успех гимназия. В Солун се запознава и се жени за Илия Тимчев от валовишкото село Горни Порой. След това заедно заминават за София, където остават до края на живота си и където Вестала Тимчева твори. Дебютната ѝ книга с разкази „Вие знаете ли този край...“ излиза в 1938 година в София. Членка е на Клуба на жените писателки в България. Публикува разкази и в „Илюстрация Илинден“. Авторка е на книгите с разкази „Вие знаете ли този край…” (първо издание в 1938 година; второ издание в 1942 издание), „На портата” (12 разказа, 1941) и други.
Умира в 1969 година в София.